# Ronde van Lombardije 1997
De Ronde van Lombardije 1997 was de 91e editie van deze eendaagse Italiaanse wielerwedstrijd die werd verreden op zaterdag 18 oktober 1997. Het parcours leidde van Varese naar Bergamo en ging over een afstand van 250 kilometer. 
De Fransman Laurent Jalabert maakte deel uit van een kopgroep van vier renners. Hij versloeg in de sprint de drie Italianen Paolo Lanfranchi, Francesco Casagrande en Michele Bartoli die net buiten het podium viel.
Deze wedstrijd was de tiende en laatste manche van de wereldbeker. De wereldbeker werd gewonnen door de Italiaan Michele Bartoli. Hij moest in de Ronde van Lombardije bij de eerste vijf eindigen om leider Rolf Sørensen, die vanwege een blessure aan de kant bleef, van de eerste plaats te verdringen.  

## Uitslag
| Ronde van Lombardije 1997 |                      |                         |          |
| Plaats                    | Naam                 | Ploeg                   | Tijd     |
| Winnaar                   | Laurent Jalabert     | ONCE                    | 5u48'44" |
| 2                         | Paolo Lanfranchi     | Mapei-GB                | z.t.     |
| 3                         | Francesco Casagrande | Saeco                   | z.t.     |
| 4                         | Michele Bartoli      | MG Maglificio           | + 0'03"  |
| 5                         | Paolo Valoti         | Cantina Tollo-Carrier   | + 1'07"  |
| 6                         | Axel Merckx          | Polti                   | + 1'30"  |
| 7                         | Andrea Tafi          | Mapei-GB                | + 1'31"  |
| 8                         | Davide Rebellin      | La Française des Jeux   | + 1'32"  |
| 9                         | Wladimir Belli       | Brescialat              | + 2'21"  |
| 10                        | Alessandro Bertolini | MG Maglificio-Technogym | z.t.     |
|                           |                      |                         |          |
| 39                        | Erik Breukink        | Rabobank                | + 6'10"  |

1905 · 1906 · 1907 · 1908 · 1909 · 1910 · 1911 · 1912 · 1913 · 1914 · 1915 · 1916 · 1917 · 1918 · 1919 · 1920 · 1921 · 1922 · 1923 · 1924 · 1925 · 1926 · 1927 · 1928 · 1929 · 1930 · 1931 · 1932 · 1933 · 1934 · 1935 · 1936 · 1937 · 1938 · 1939 · 1940 · 1941 · 1942 · 1943 · 1944 · 1945 · 1946 · 1947 · 1948 · 1949 · 1950 · 1951 · 1952 · 1953 · 1954 · 1955 · 1956 · 1957 · 1958 · 1959 · 1960 · 1961 · 1962 · 1963 · 1964 · 1965 · 1966 · 1967 · 1968 · 1969 · 1970 · 1971 · 1972 · 1973 · 1974 · 1975 · 1976 · 1977 · 1978 · 1979 · 1980 · 1981 · 1982 · 1983 · 1984 · 1985 · 1986 · 1987 · 1988 · 1989 · 1990 · 1991 · 1992 · 1993 · 1994 · 1995 · 1996 · 1997 · 1998 · 1999 · 2000 · 2001 · 2002 · 2003 · 2004 · 2005 · 2006 · 2007 · 2008 · 2009 · 2010 · 2011 · 2012 · 2013 · 2014 · 2015 · 2016 · 2017 · 2018 · 2019 · 2020 · 2021 · 2022 · 2023 · 2024 · 2025